# KIACR
KIACR (Kyiv Interbank Actual Credit Rate) — середньозважена ставка міжбанківського кредитування в Україні, яка розраховується на підставі фактичних даних за міжбанківськими договорами щодо процентних ставок за кредитами, фактично наданими за відповідними строками. Розрахунок індексу проводиться Національним банком України щомісяця для міжбанківських кредитів у гривнях та доларах США зі строками 1 день, від 2 до 7 днів, від 8 до 21 дня, від 22 до 31 дня, від 32 до 92 днів, понад 92 дні і доводиться до відома банків.
KIACR використовується для визначення справедливої вартості цінних паперів, що зберігаються в портфелі банку, і для формування резервів під дані цінні папери.